# پژو ۳۰۷
پژو ۳۰۷ ( به انگلیسی: PEUGEOT 307) خودروی خانوادگی کوچک است که در کلاس های هاچبک ، استیشن واگن ، سدان  ( در بازار چین ) و کروک توسط خودروساز فرانسوی پی اس ای پژو سیتروئن، تحت نام پژو، از سال ۲۰۰۱ تا ۲۰۰۸ در اروپا تولید شد و جانشین پژو ۳۰۶ بود که پس از ۹ سال تولید در سال ۲۰۰۲ متوقف شد. . با استفاده از پلتفرم PSA PF2، عنوان خودروی سال اروپا را برای سال ۲۰۰۲ دریافت کرد، و با وجود عرضه ۳۰۸ در سپتامبر ۲۰۰۷ در فرانسه (جانشین مورد نظر آن) تا سال ۲۰۱۴ در چین و برخی بازارهای آمریکای جنوبی عرضه شد. ) که بر روی همان پلتفرم ساخته شده است.
اگرچه که مدل جدیدتر این خودرو به نام پژو ۳۰۸ در سال ۲۰۰۷ معرفی و رونمایی شد، ولی تولید آن همچنان در چین و چند کشور دیگر آمریکای جنوبی تا سال ۲۰۱۴ ادامه داشت.
۳۰۷ قرار بود به ایران بیاید تا در کنار ۲۰۶ (و بعدها۴۰۷) پژوهای مدرن بازار ایران باشند. حتی حضور چندین باره این خودرو در نمایشگاه بین‌المللی خودرو کشور در غرفه ایران خودرو نیز به این احتمال قوت بخشید؛ اما در نهایت تنها چند نمونه سفارتی و وارداتی آن در کشور ماندند. ۳۰۷ اما از بسیار جهات بسیار شبیه به ۲۰۶ بود. این شباهت‌ها از ظاهر و فرم کلی آن آغاز شده، به انبوهی از متعلقات فنی و حتی تجهیزات تزئینات کابین ختم می‌شد. همین نکته در کنار برنامه گسترده تولید این خودرو در عرصه جهانی (برای مثال چین) به حضور گسترده آن در ایران کمک شایان ذکری می‌کرد. قطعاً با استفاده از تجارب بین‌المللی و آنچه ایران از تولید ۲۰۶ و بومی‌سازی آن (و حتی ساخت رانا و نمونه سدان ۲۰۶) آموخته بود، ۳۰۷ می‌توانست به یک ۲۰۶ بزرگ‌تر بدل شود. با این حال ممکن بود همان معضلاتی که برای ۲۰۶ به دلیل تحریم‌های آمریکا، اتفاق افتاد بود هم برای ۳۰۷ نیز پدید بیاید.

## تولید و فروش
| سال  | تولید   | فروش    |
| ۲۰۰۴ |         | 583,700 |
| ۲۰۰۵ |         | 520,400 |
| ۲۰۰۶ |         | 447,000 |
| ۲۰۰۷ |         | 369,100 |
| ۲۰۰۸ |         | 142,300 |
| ۲۰۰۹ | 84,300  | 93,600  |
| ۲۰۱۰ | 87,700  | 86,900  |
| ۲۰۱۱ | 67,174  | 71,531  |
| ۲۰۱۲ | 103,300 | 103,000 |